# Voy a acabar borracho
Voy a acabar borracho es el primer álbum de estudio (obviando a la maqueta Burrock'n roll) del grupo Platero y Tú, grabado del 22 al 24 de febrero de 1991 y editado como vinilo en junio de 1991 por Welcome Records, de Barcelona. El 29 de agosto de 1996, con el grupo en su punto álgido tras editar A pelo, el disco fue publicado en CD por Dro, su discográfica en ese momento. El original fue remasterizado, añadiendo alguna pista que se había perdido en las guitarras de Ramón y Mira hacia mí.
Algunos de los temas incluidos en el disco ya aparecían en su maqueta Burrock'n'roll, por lo que luego volverían a aparecer en la reedición posterior. Esto hace que algunos temas tengan dos versiones de estudio, una en la maqueta de 1990 y otra en este primer disco de 1991; sin contar las versiones en directo o la última regrabación en el recopilatorio de 2002/2005, Hay mucho Rock'n roll.

## Lista de canciones
| Lado A |                            |                                |          |  |
| N.º    | Título                     | Escritor(es)                   | Duración |  |
| 1.     | «Voy a acabar borracho»    | Iñaki Antón / Fito Cabrales    | 4:54     |  |
| 2.     | «Tiemblan los corazones»   | Iñaki Antón / Fito Cabrales    | 2:45     |  |
| 3.     | «Un abecedario sin letras» | Fito Cabrales                  | 3:02     |  |
| 4.     | «Por detrás»               | Iñaki Antón / Fito Cabrales    | 3:13     |  |
| 5.     | «Si tú te vas»             | Fito / Iñaki / Juantxu / Jesús | 4:17     |  |
| 6.     | «Mira hacia mí»            | Iñaki Antón                    | 3:44     |  |

| Lado B |                          |                             |          |  |
| N.º    | Título                   | Escritor(es)                | Duración |  |
| 7.     | «No me quieres saludar»  | Juantxu                     | 2:55     |  |
| 8.     | «La maté porque era mía» | Iñaki / Fito                | 2:38     |  |
| 9.     | «Ya no existe la vida»   | Iñaki Antón / Fito Cabrales | 2:36     |  |
| 10.    | «Déjame en paz»          | Iñaki / Fito                | 4:10     |  |
| 11.    | «Ramón»                  | Iñaki / Fito                | 5:16     |  |
| 12.    | «Imanol»                 | Iñaki / Fito                |          |  |